# Prügy
Prügy è un comune dell'Ungheria di 2.616 abitanti (dati 2001) . È situato nella contea di Borsod-Abaúj-Zemplén.